# John Thomas McDonough
John Thomas McDonough est un prêtre dominicain canadien né à Toronto, auteur de la pièce de théâtre Charbonneau et le Chef (Charbonneau & le Chef), qui raconte l'histoire de la grève d'Asbestos en 1949, opposant l'archevêque Joseph Charbonneau et Maurice Duplessis.